# Tomas Sauter
Tomas Sauter (* 3. Januar 1974 in Zürich) ist ein Schweizer Gitarrist und Komponist des Modern Jazz. 

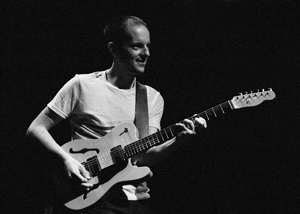
Tomas Sauter in Zürich

## Leben und Wirken
Sauter wuchs in der Umgebung von Biel in der Schweiz auf und begann im Alter von 10 Jahren Gitarre zu spielen. Er studierte von 1994 bis 1998 an der Jazzschule Luzern. Ein gewonnenes Stipendium ermöglichte ihm in den Jahren 2002 bis 2003, bei John Abercrombie am Purchase College, New York, USA, den Master-Studiengang in Musik zu besuchen.
Seit 1998 unterrichtet er an der Jazz Pop Rock-Abteilung des Konservatoriums Biel. Seit 2004 ist er Dozent für das Hauptfach Jazzgitarre und Ensembles an der HKB, Hochschule der Künste Bern.
1997 gründete Sauter sein Trio "Tomas Sauter Tranceactivity" mit Christoph Staudenmann (Drums) und Urban Lienert (Bass). Das Trio gab zahlreiche Konzerte in Clubs und bei Festivals im In- und Ausland. Im Jahr 2000 nahm Sauter zusammen mit dem Bassisten Samuel Joss und dem Schlagzeuger Lukas Bitterlin die CD "Out Goes the Rat" auf. Ab 2001 arbeitete er intensiv mit dem Gitarristen Sandro Schneebeli zusammen; als Duo Guitarthing gaben sie Konzerte in der Schweiz und in Spanien. 
2002 kam es zur Kooperation mit dem New Yorker Saxophonisten Tony Malaby. 2004 wurde er als Schweizer Vertreter zu Konzerten mit dem Orchester der European Broadcasting Union eingeladen. Im Jahr 2005 begann die Zusammenarbeit mit dem Bassisten Daniel Schläppi, die bis heute andauert. 2007 veröffentlichte Tomas Sauter eine Quartett-CD mit dem Saxophonisten Domenic Landolf, dem Bassisten Patrice Moret und dem Schlagzeuger Samuel Rohrer. 2010 erweiterte Schlagzeuger Jorge Rossy das Duo mit Daniel Schläppi. Auch wurde Sauter von Schlagzeuger Manu Katché eingeladen, mit ihm auf dem Jazzfestival in Cully VD zu spielen. 2014 veröffentlichte Sauter die Produktion Double Life mit Ralph Alessi, Luzius Schuler und Dominik Burkhalter. 
Tomas Sauter arbeitete und spielte u. a. mit folgenden Musikern: Dominic Egli, Robert Morgenthaler, Bänz Oester, Alfio Origlio, Marcel Papaux, Sandy Patton, Norbert Pfammatter, Peter Schärli, Dejan Terzic, Laurent Vernerey und John Voirol.

## Diskographie (Auswahl)
- Tomas Sauter Tranceactivity Fluo, Brambus Records, 1998
- Sauter, Joss & Bitterlin’s ToyOut Goes the Rat, Unit Records, 2000
- Tomas Sauter Tranceactivity Flora, Altrisuoni, 2002
- Guitarthing SOL, Altrisuoni, 2004
- Tomas Sauter/Daniel Schläppi Indian Summer, Catwalk, 2006
- Tomas Sauter Quartet Magic Carpet, Catwalk, 2007[1]
- Tomas Sauter Tranceactivity Findling, Catwalk, 2011
- Tomas Sauter/Daniel Schläppi/Jorge Rossy Wonderland, Catwalk, 2011[2]
- Tomas Sauter, Ralph Alessi, Luzius Schuler & Dominik Burkhalter Double Life, Catwalk, 2014
- Tomas Sauter/John Stowell Anytime, Catwalk, 2016
- Tomas Sauter, Ralph Alessi, Luzius Schuler & Dominik Burkhalter Mind Reader, Catwalk, 2016
- The Faraway Nearby, Catwalk, 2018[3]
- Tomas Sauter/Daniel Schläppi The Summer I Was Ten, Catwalk, 2019
- Glances, Catwalk, 2020 (solo)
- Treasure Hunt, Catwalk, 2023